# プロピオン酸エチル
プロピオン酸エチル（プロピオンさんエチル 英: ethyl propionate
）は、プロピオン酸エステルの一種。バナナやパイナップルのような果実香を持ち、食品香料などに用いられる。天然には白ブドウやワイン、キウイフルーツやイチゴなどに存在する。消防法に定める第4類危険物 第1石油類に該当する。

## 用途
主に食品香料としてバナナ・パイナップルなどの果物系、バター・ラム酒のフレーバーに、チューインガムで1,100ppm、その他用途で7.7 - 100ppmほど使用される。香料用途以外では、合成樹脂の溶剤としても使用される。

## 安全性
引火性があり、日本の消防法では危険物第4類・第1石油類に分類される。